# Xã Berlin, Quận Ionia, Michigan
Xã Berlin (tiếng Anh: Berlin Township) là một xã thuộc quận Ionia, tiểu bang Michigan, Hoa Kỳ. Năm 2010, dân số của xã này là 2.116 người.